# Occupy Wall Street

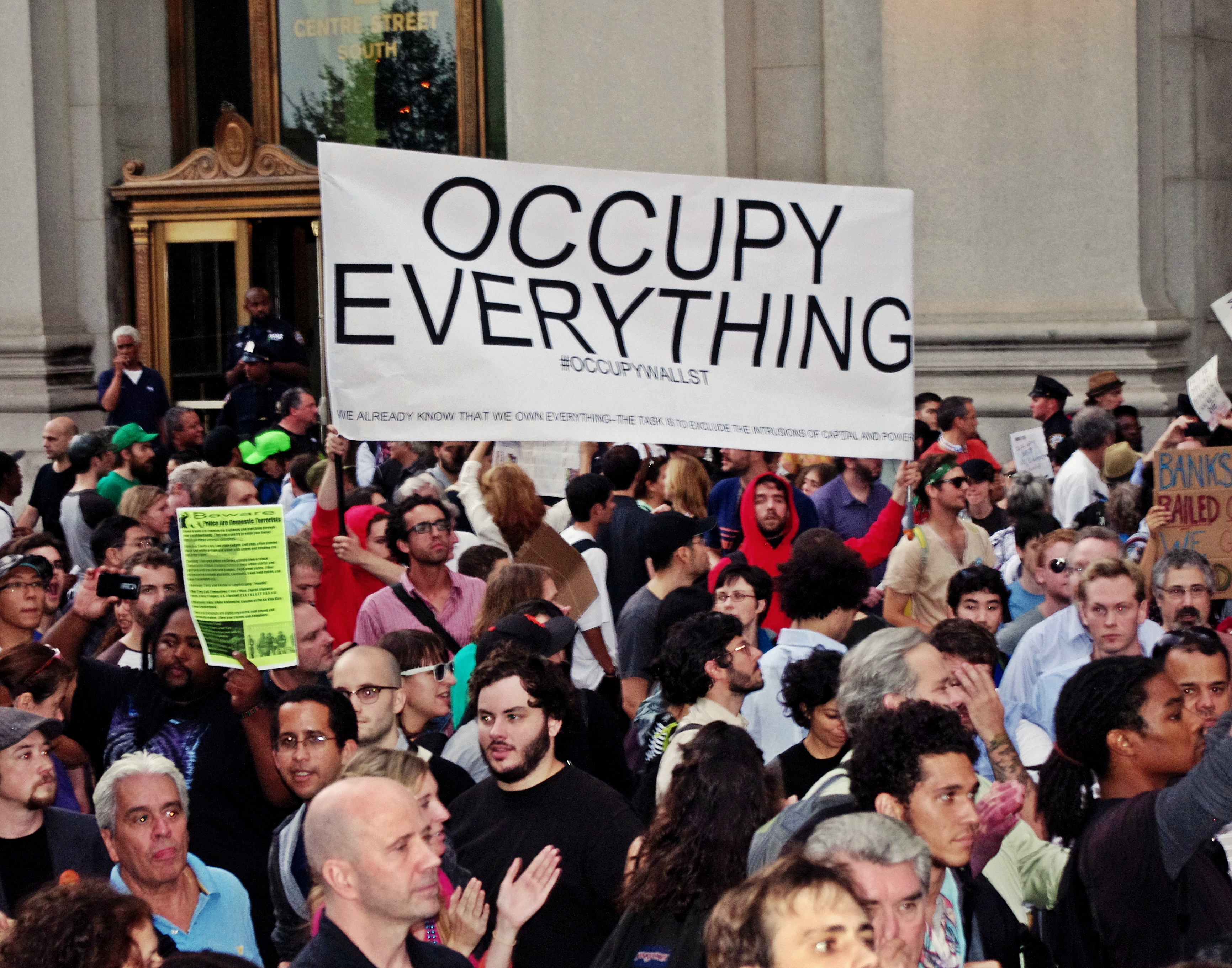
Occupy Wall Streetprotesten

Occupy Wall Street was een Amerikaanse protestbeweging die in 2011 ontstond. De beweging leidde tot Occupy-protesten wereldwijd en was geïnspireerd door de Spaanse 15 mei-beweging, Arabische Lente en het werk The Politics of Nonviolent Action van Gene Sharp.

## Geschiedenis
De beweging begon op initiatief van de Canadese Adbusters Media Foundation als een demonstratie die op 17 september 2011 voor het beursgebouw van Wall Street plaatsvond. Vervolgens werden de activiteiten verplaatst naar Zuccotti Park in Lower Manhattan, New York, dat permanent bezet gehouden werd door de demonstranten.
Er volgden meerdere demonstraties en soortgelijke protesten in tientallen Amerikaanse steden die, mede door hard politie-ingrijpen waarbij de wapenstok en pepperspray tegen demonstrerende activisten werd gebruikt, internationaal de aandacht trokken. Op zaterdag 1 oktober 2011 vond er een bezettingsactie plaats op de Brooklyn Bridge die door de massa-arrestatie van ongeveer 700 demonstranten werd beëindigd.
Kort daarna sloegen de Amerikaanse protesten over naar Ierland en Groot-Brittannië. Vanaf zaterdag 15 oktober 2011, de dag waarop een door de gelijkgezinde Spaanse 15 mei-beweging georganiseerde 1600 kilometer lange protestmars bij het EU-gebouw in Brussel eindigde, waren er over de hele wereld protestmanifestaties. Er kwamen ook Occupy-protesten in Nederland.

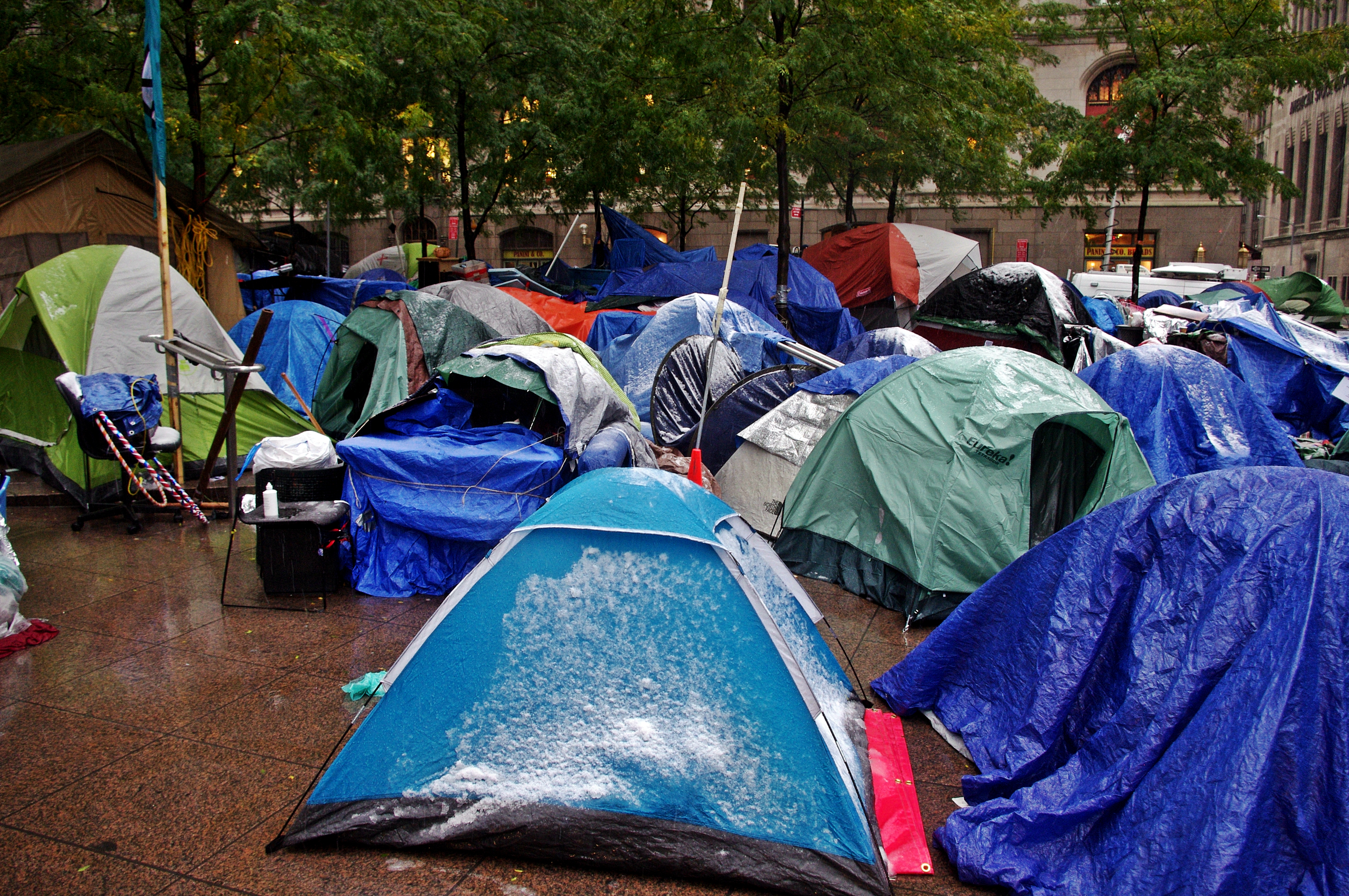
Tentenkamp van Occupy Wall Street

Na ontruimingen van de kampen in onder andere Oakland, Salt Lake City en Portland, werd het kamp in Zuccotti Park op 15 november onverwacht door de politie ontruimd om veiligheidsredenen. Een deel van de demonstranten vertrok vrijwillig. 200 Demonstranten en journalisten die niet weggingen, werden gearresteerd; andere journalisten werden weggestuurd. Tenten, slaapzakken en apparatuur werden verwijderd. Later op de dag mochten de demonstranten terugkeren maar zonder tenten.
Op 17 november bestond OWS twee maanden. Reeds voor de ontruiming van Zuccotti Park werd voor 17 november een grote actiedag aangekondigd waarbij Wall Street zou worden "afgesloten". Duizenden demonstranten hielden van 's ochtends vroeg tot in de avond marsen, bezettingen van pleinen en blokkades van wegen. Een nieuwe leus was Bloomberg, beware: Zuccotti Park is everywhere! Er werden 175 mensen gearresteerd. Journalisten klaagden opnieuw dat ze door de politie werden geslagen en gearresteerd. In de tweede helft van november was er in verschillende Amerikaanse steden een aantal incidenten waarbij agenten geweldloze Occupydemonstranten bespoten met traangas, waaronder een 84-jarige vrouw.

## Leiderschap en steun
De beweging had geen leider(s). Activiteiten werden lokaal georganiseerd. De beweging werd gesteund door vakbonden, internetgroep Anonymous, Ben & Jerry's en verschillende beroemdheden, onder wie Pete Seeger, Michael Moore, Susan Sarandon, Roseanne Barr, Naomi Klein, Immortal Technique, Lupe Fiasco en Nobelprijswinnaar Joseph Eugene Stiglitz. Op 20 oktober 2011 bezochten de Tweede Kamerleden Tofik Dibi en Khadija Arib de bezetting in New York.

## Doelen

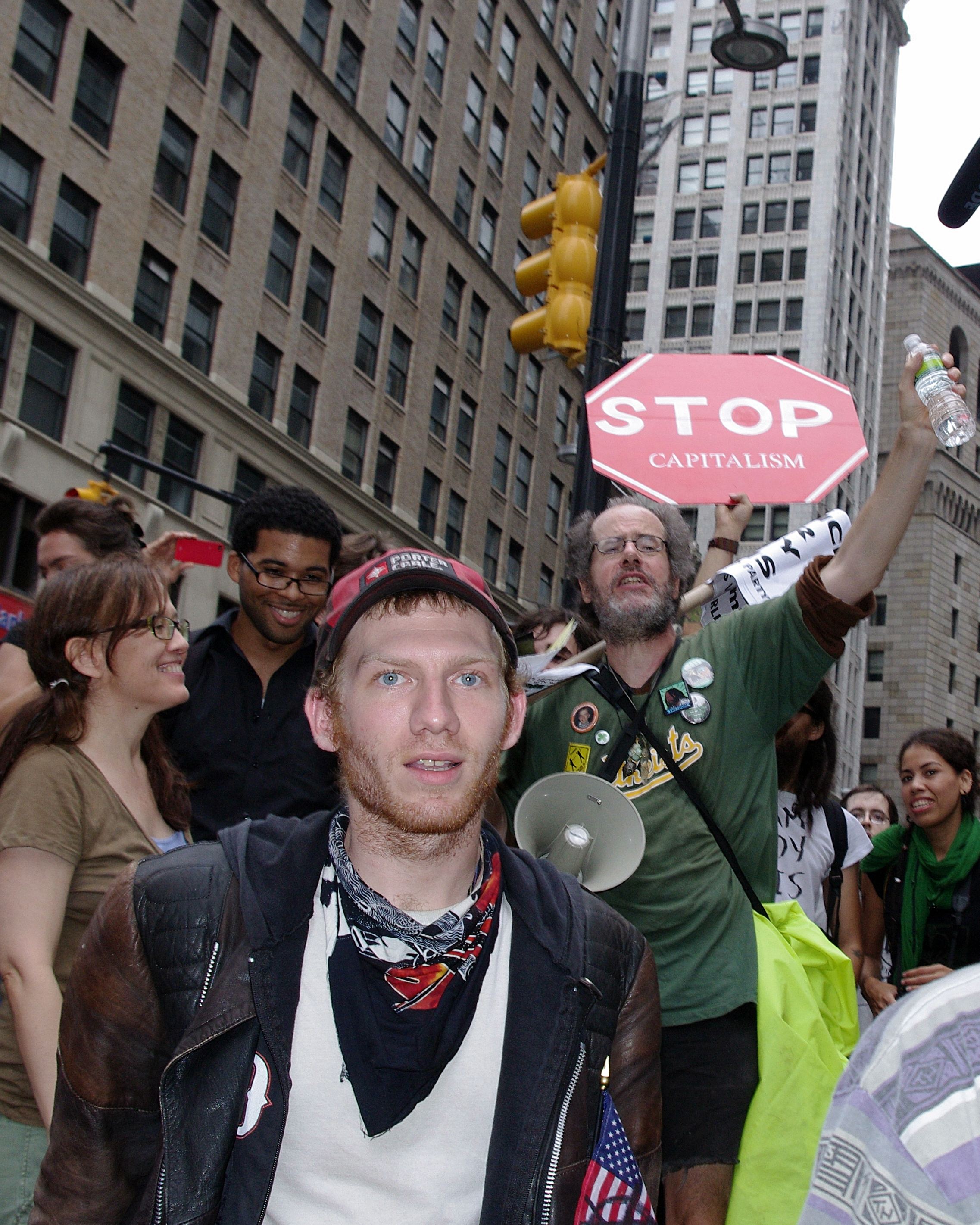
Demonstranten in Wall Street

De doelen van de beweging waren niet eenduidig. Opmerkelijk was dat mensen van verschillende politieke stromingen en gezindten zich tot deze beweging aangetrokken voelden. De demonstranten protesteerden tegen de hebzucht van Wall Street en andere grote financiële instellingen. De hebzucht in de financiële sector beschouwden zij als een van de belangrijkste oorzaken van de financiële crisis waarin de wereld sinds 2008 terecht is gekomen. De Occupy-beweging werd gevoed door een sterk gevoel van onbehagen over de bestaande economische ongelijkheid in Amerika en elders, de afbraak van sociale en economische verworvenheden en de (vermeende) onzichtbare macht van het multinationale bedrijfsleven over de politieke besluitvorming die in toenemende mate ook als een bedreiging voor de democratie wordt beschouwd. We are the 99% was een veel gebruikte leus waarmee de demonstranten de economische ongelijkheid tussen de rijkste 1% van de V.S en de resterende 99% bekritiseerden. De leus wordt toegeschreven aan David Graeber. Andere leuzen zijn: Banks get bailed out, we get sold out!, This is what democracy looks like! en Whose streets? Our Streets!

## Werkwijze
De beweging organiseerde betogingen en (doorlopende) bezettingsacties van publiekelijk toegankelijke plaatsen. In het Zuccotti Park was geluidsversterking niet toegestaan. Toespraken werden door het publiek luid herhaald om deze voor een ieder verstaanbaar te maken. Deze methode wordt de people's microphone of human microphone (volks- of menselijke microfoon) genoemd. In het bezette gebied werden mediacentra ingericht met internetverbinding. De aanwezigheid van drummers leidde tot klachten van de buurt en discussie onder de demonstranten over het instellen van drumstilte-uren.